# Шокарев, Виктор Васильевич
Виктор Васильевич Шокарев (4 апреля 1928 года, Нижние Серогозы, Херсонская область, Украинская ССР — 21 июня 1995 года) — начальник участка шахты имени Ильича треста «Кадиевуголь» комбината «Луганскуголь» Министерства угольной промышленности Украинской ССР, Луганская область, Украинская ССР. Герой Социалистического Труда (1966). Заслуженный шахтёр Украинской ССР.

## Биография
До начала Великой Отечественной войны окончил два класса начальной школы. С 1947 года проживал на Донбассе, восстанавливал разрушенные шахты. Окончив школу фабричного производства, трудился проходчиком на шахте № 1-бис в Краснодоне. Без отрыва от производства окончил вечернюю среднюю школу. В 1953 году после окончания училища горных мастеров в Брянке работал горным мастером на шахте имени Ильича в Кадиевке. С августа 1955 года — начальник участка № 8 шахты имени Ильича треста «Кадиевуголь» комбината «Луганскуголь».
Вывел участок в число передовых производств комбината «Луганскуголь». Указом Президиума Верховного Совета СССР от 29 июня 1966 года «за развитие угольной промышленности» удостоен звания Героя Социалистического Труда с вручением ордена Ленина и золотой медали «Серп и Молот».
В 1967 году за выдающиеся трудовые достижения получил второй Орден Ленина.
С 1969 по 1974 года обучался на заочном отделении Кадиевского горного техникума (сегодня — Стахановский промышленно-экономический техникум). Позднее до 1978 года — заместитель директора шахты имени Ильича по быту и кадрам.
В 1978 году вышел на пенсию. Скончался в 1995 году.